# Neo-Lineamenta Florae Manshuricae
Neo-Lineamenta Florae Manshuricae (abreviado Neolin. Fl. Manshur.) es un libro con ilustraciones y descripciones botánicas que fue escrito por el botánico y pteridólogo japonés Masao Kitagawa y publicado en el año 1979 con el nombre de Neolineamenta Florae Manshuricae: or enumeration of the spontaneous vascular plants hitherto known from Manchuria (north-eastern China) together with their synonymy and distribution. Lehre.